# Championnats de France de patinage artistique 1942
Navigation
Championnats de France 1939 Championnats de France 1946
Les championnats de France de patinage artistique 1942 ont eu lieu à Paris pour 3 épreuves : simple messieurs, simple dames et couple artistique.

## Faits marquants
- Denise Fayolle obtient deux titres nationaux : le titre individuel et le titre en couple artistique avec Guy Pigier.

- Jacques Favart obtient la médaille d'or en individuel et la médaille d'argent en couple artistique.

- Guy Pigier obtient la médaille d'or en couple artistique avec Denise Fayolle et la médaille d'argent en individuel.

- Ce sont les seuls championnats de France de patinage artistique qui sont organisés pendant la Seconde Guerre mondiale. En effet, les championnats de 1940, 1941, 1943, 1944 et 1945 ont été annulés.

## Podiums
| Épreuves                      | Or                          | Argent                                   | Bronze                  |
| Messieurs résultats détaillés | Jacques Favart              | Guy Pigier                               | Paul Gaudin             |
| Dames résultats détaillés     | Denise Fayolle              | Denise Gaudin                            | Claude Martin-Chauffier |
| Couples résultats détaillés   | Denise Fayolle / Guy Pigier | Claude Martin-Chauffier / Jacques Favart | Coudray / Lormet        |

## Détails des compétitions
(Détails des compétitions encore à compléter)

### Messieurs
| Rang | Nom            |
| ---- | -------------- |
| 1    | Jacques Favart |
| 2    | Guy Pigier     |
| 3    | Paul Gaudin    |
| ...  |                |

### Dames
| Rang | Nom                     |
| ---- | ----------------------- |
| 1    | Denise Fayolle          |
| 2    | Denise Gaudin           |
| 3    | Claude Martin-Chauffier |
| ...  |                         |

### Couples
| Rang | Nom                                      |
| ---- | ---------------------------------------- |
| 1    | Denise Fayolle / Guy Pigier              |
| 2    | Claude Martin-Chauffier / Jacques Favart |
| 3    | Coudray / Lormet                         |
| ...  |                                          |

## Championnats nationaux annulés
Un certain nombre de championnats nationaux ont été annulés à cause du second conflit mondial. Comparons ces annulations entre 1940 et 1946, avec la position de la France marquée en gras :
| Nombre de championnats annulés |                 |                        |                                     |                                        |                                                       |
| Aucun                          | 1               | 2                      | 3                                   | 5                                      | 6                                                     |
| États-Unis                     | Canada (1943)   | Allemagne (1945, 1946) | Union soviétique (1942, 1943, 1944) | France (1940, 1941, 1943, 1944, 1945)  | Australie (1941, 1942, 1943, 1944, 1945, 1946)        |
| Suède                          | Finlande (1940) | Autriche (1944, 1945)  | Danemark (1943, 1944, 1945)         | Japon (1942, 1943, 1944, 1945, 1946)   | Nouvelle-Zélande (1941, 1942, 1943, 1944, 1945, 1946) |
| Suisse                         | Hongrie (1945)  | Italie (1944, 1945)    |                                     | Norvège (1941, 1942, 1943, 1944, 1945) | Pologne (1940, 1941, 1942, 1943, 1944, 1945)          |
|                                |                 |                        |                                     |                                        | Royaume-Uni (1940, 1941, 1942, 1943, 1944, 1945)      |

## Source
- Le livre d'or du patinage d'Alain Billouin, édition Solar, 1999